# Nectopsyche albida
Nectopsyche albida là một loài Trichoptera trong họ Leptoceridae. Chúng phân bố ở miền Tân bắc.